# Saskia van Meggelen
Saskia van Meggelen (Zuidland, juli 1967) is een Nederlands predikant en bestuurder.

## Loopbaan
Van Meggelen studeerde theologie aan de Christelijke Gereformeerde Theologische Hogeschool Apeldoorn en later aan de Theologische Universiteit Kampen. Ze studeerde af in kerkrecht, systematische theologie en Nieuwe Testament.
In 1997 werd ze predikant van de Gereformeerde Kerk in Lopik. Daarna werd ze in 2005 predikant in Almkerk en vanaf 2009 tevens in 's Gravenmoer. In 2013 nam ze van beide gemeentes afscheid en sinds 2014 is ze predikant van de Johanneskerk in Breda.
Van 2007 tot 2012 was ze reeds lid van de generale synode van de PKN; in januari 2018 trad ze opnieuw toe tot het hoogste bestuursorgaan van de PKN. Op 9 maart 2018 werd ze gekozen tot voorzitter van de generale synode van de Protestantse Kerk in Nederland (PKN) als opvolger van Karin van den Broeke. De PKN deed onder haar voorzitterschap als eerste kerk een liturgische handreiking naar transgenders, met teksten en gebeden die in kerkdiensten gebruikt kunnen worden in het geval van transgenders. Op 16 september 2019 legde ze de functie per direct neer.
Daarnaast is ze onder andere kerkvisitator in de regio Brabant/Zuid-Limburg, lid van het CIO-M (Contactorgaan in overheidszaken militairen), lid van de PKN werkgroep voor Kerk en Krijgsmacht en bestuurslid van het Seminarium van de Bond van Vrije Evangelische Gemeenten.

## Privé
Saskia van Meggelen scheidde van haar eerste echtgenoot en heeft twee dochters.